# 清原家衡
清原 家衡（きよはら の いえひら、生年未詳 - 寛治元年11月14日（1087年12月11日））は、平安時代後期の奥州出羽清原氏の武将。父は清原武貞、母は安倍頼時の娘（有加一乃末陪）。清原真衡の異母弟、藤原清衡と刈田経元、経光の異父弟。

## 生涯
清原氏の内紛である後三年の役において、はじめは異父兄の清衡と結んで清原氏の惣領である兄の真衡と争い、真衡の死後は清衡と争う。
家衡の父武貞は前九年の役が終わった後、安倍氏一門の有力豪族であった藤原経清（敗戦後に処刑）の妻・有加一乃末陪を自らの妻とした。彼女は安倍頼時の娘であり、経清との間に生まれた清衡がいた。清衡は武貞の養子となり、さらにその後、武貞とその女性の間に清原氏と安倍氏の惣領家の血を引いた家衡が生まれた。この事実から前九年の役が終結した1062年（康平5年）以降に家衡は生まれたと推測できる。
家衡は、清原氏の当主である真衡が惣領権を強化して、一族の家人化を進めたことに反発を抱いており、1083年（永保3年）、真衡が一族の吉彦秀武討伐のために出羽国に出陣した際に、秀武の誘いにより真衡の背後を突くために清衡とともに挙兵した。だがそれを知った真衡が軍を返して家衡・清衡を討とうとしたため、いったん本拠に退いている。
同年秋、新たな陸奥守として源義家が下ってくると、真衡は再び秀武討伐に出羽へ出陣した。家衡と清衡はその隙に真衡の館を襲撃したが、真衡の妻子が応戦し、さらに義家も救援に駆けつけたため、家衡・清衡は大敗を喫して義家に降伏した。
だが真衡が出羽への行軍途中に病で急死したため、家衡は許されて、義家の裁定で真衡の旧領である奥六郡を清衡とともに三郡ずつ分割継承することになった。しかし家衡はこの裁定に不満で、清衡との対立を深めてしまい、1086年（応徳3年）にはついに清衡の館を襲撃して清衡の妻子を殺害した。
清衡は義家に救援を仰ぎ、自らの裁定に逆らった家衡の行為に怒った義家は清衡に味方して家衡を攻撃したが、沼柵（秋田県横手市雄物川町）に立てこもった家衡は、攻め寄せた清衡・義家を打ち破った。これを聞いて一族の誉れとした叔父清原武衡は家衡に味方し、家衡は武衡の誘いで、より強固な金沢柵（秋田県横手市）に移った。1087年（寛治元年）、金沢柵に攻め寄せた清衡・義家はこれを攻めあぐんだが、清衡に味方した吉彦秀武の献策による兵糧攻めで柵は陥落した。家衡は所有していた名馬・花柑子を射殺したのち、下人に変装し逃亡を図り、近くの蛭藻沼（横手市杉沢）に潜んでいるところを捕らえられて斬られた。これにより奥羽に覇をとなえた清原氏は滅亡した。前九年の役終結後に生まれたことを考えると、享年は26以下と見積れる。